# Pod Kopcem (Zajączkowice)
Pod Kopcem – część wsi Zajączkowice w Polsce, położona w województwie świętokrzyskim, w powiecie ostrowieckim, w gminie Waśniów.
W latach 1975—1998 Pod Kopcem administracyjnie należało do województwa kieleckiego.